# Ляпина, Ксения Михайловна
Ксения Михайловна Ляпина (укр. Ксенія Михайлівна Ляпіна; род. 5 сентября 1964, Киев) — украинский политик, народный депутат Украины. Заместитель председателя политической партии «За Украину!», председатель Киевской областной парторганизации (с декабря 2009). Председатель Государственной регуляторной службы (с 9 января 2015)

## Биография

### Ранние годы. Образование
Родилась 5 мая 1964 года в Киеве.
Имеет три высших образования. Окончила:
- Киевский политехнический институт (1981—1987, инженер-математик).
- Украинский христианский университет бизнеса и технологий (1994, бухгалтер-экономист).
- Киевский национальный экономический университет (2000—2002, магистр по правовому регулированию экономики).

### Карьера
- 1987—1992 — инженер-математик, ПО «Октава».
- 1992—1997 — научный сотрудник лаборатории информационно-вычислительных машин Научного центра радиационной медицины АМНУ.
- 1993—1998 — финансовый директор СП «Tooles Ltd».
- 1996—1998 — руководитель аналитической группы информационного центра Ассоциации содействия развитию частного предпринимательства «Єднання».
- 1998—2000 — координатор аналитически-экспертной группы Координационно-экспертного центра объединений предпринимателей Украины.
- 2000—2005 — координатор проектов Института конкурентного общества.

Советник Президента Украины (вне штата, май 2005 — октябрь 2006).
Председатель Совета предпринимателей при Кабинете Министров Украины (май 2005 — декабрь 2006).
Член Совета Народного союза «Наша Украина» (март 2005 — декабрь 2009), член президиума Совета Народного союза «Наша Украина» (декабрь 2006 — декабрь 2009). Заместитель председателя партии «За Украину!», Председатель Киевской областной организации (с декабря 2009).
Автор многочисленных публикаций по развитию предпринимательства.
Советник на общественных началах
- 1996—1998 — народного депутата Украины Запорожца Ю. М.
- 1998—2000 — Юрия Еханурова
- 2000—2002 — Сергея Терехина
- 2000—2001 — Премьер-министра Украины Виктора Ющенко

Является одним из соучредителей Института собственности и свободы.

### Политическая карьера
Народный депутат Украины 4-го созыва с апреля 2005 до мая 2006 от блока Виктора Ющенко «Наша Украина», № 88 в списке. На время выборов: частный предприниматель (Киев), беспартийная. Член фракции «Наша Украина» (с апреля 2005), член Комитета по вопросам промышленной политики и предпринимательства (июнь — сентябрь 2005), заместитель председателя (с сентября 2005).
Народный депутат Украины 5-го созыва с апреля 2006 до июня 2007 от Блока «Наша Украина», № 7 в списке. На время выборов: народный депутат Украины, член НС «Наша Украина». Председатель подкомитета по вопросам регуляторной политики и предпринимательства Комитета по вопросам промышленной и регуляторной политики и предпринимательства (с июля 2006), член фракции Блока «Наша Украина» (с апреля 2006). Сложила депутатские полномочия 8 июня 2007.
Народный депутат Украины 6-го созыва с ноября 2007 до декабря 2012 от блока «Наша Украина — Народная самооборона», № 8 в списке. На время выборов: руководитель аналитической группы общественной организации «Институт конкурентного общества», член НС «Наша Украина». Член фракции Блока «Наша Украина — Народная самооборона» (с ноября 2007), заместитель председателя Комитета по вопросам промышленной и регуляторной политики и предпринимательства (с декабря 2007), член Специальной контрольной комиссии Верховной Рады Украины по вопросам приватизации (с декабря 2007). Входила в состав депутатской группы «За Украину!».
Народный депутат Украины 7-го созыва с 12 декабря 2012 от партии Всеукраинское объединение «Батькивщина», выбранная в одномандатном округе № 216 города Киева. Заместитель председателя Комитета, председатель подкомитета по вопросам банкротства, собственности и других вещных прав Комитета по вопросам экономической политики, член Специальной контрольной комиссии Верховной Рады Украины по вопросам приватизации.
В августе 2014 года вышла из «Батькивщины» и вступила в партию «Народный фронт», от которой баллотировалась в Верховную Раду на выборах 26 октября по одномандатному округу № 216 города Киева. На самих выборах первое место занял самовыдвиженец Александр Супруненко (24.46 % или 19 897 голосов), далее с небольшим отрывом идут Ксения Ляпина (23,63 %, 19 224 голосов) и кандидат от партии «Блок Петра Порошенко» Алексей Кучеренко (23.49 %, 19 109 голосов).
9 января 2015 года Кабинет министров Украины назначил Ксению Ляпину председателем Государственной регуляторной службы, которая займется вопросами дерегулирования.